# Anna Ziemilska
Anna Ziemilska (ur. 1928, zm. 16 listopada 2015) – polska specjalistka kultury fizycznej, prof. dr hab.

## Życiorys
W 1951 r. ukończyła studia wychowania fizycznego w Akademii Wychowania Fizycznego w Warszawie, w 1966 r. obroniła pracę doktorską, w 1983 r. habilitowała się. W 1990 r. uzyskała tytuł profesora o kulturze fizycznej. Była pracownikiem naukowym w Olsztyńskiej Szkole Wyższej im. Józefa Rusieckiego, w Akademii Wychowania Fizycznego Józefa Piłsudskiego w Warszawie i w Szkole Wyższej im. Pawła Włodkowica.

## Odznaczenia i wyróżnienia
- Złota Odznaka „Zasłużony Działacz Kultury Fizycznej”[2]
- 1985: Krzyż Kawalerski Orderu Odrodzenia Polski[2]